# Glaphyrus turkestanicus
Glaphyrus turkestanicus là một loài bọ cánh cứng trong họ Glaphyridae. Loài này được Semenov miêu tả khoa học năm 1889.